# Behnam Yakhchali
Behnam Yakhchali Dehkordi (in persiano بهنام یخچالی دهکردی‎; Shahrekord, 12 luglio 1995) è un cestista iraniano.

## Carriera
Con l'Iran ha disputato i Giochi olimpici di Tokyo 2020, due edizioni dei Campionati mondiali (2014, 2019) e due dei Campionati asiatici (2015, 2017).